# Gran Premio de Alemania del Este de Motociclismo de 1965
El Gran Premio de Alemania del Este de Motociclismo de 1965 fue la octava prueba de la temporada 1965 del Campeonato Mundial de Motociclismo. El Gran Premio se disputó el 17 y 18 de julio de 1965 en el Circuito de Sachsenring.

## Resultados 500cc
Con su sexta victoria consecutiva, Mike Hailwood se aseguraba el título mundial. Su compañero de equipo Giacomo Agostini quedó en segundo lugar. Paddy Driver terminó tercero y, por lo tanto, fortaleció su tercer lugar en el Mundial.
| Pos.    | Piloto               | Equipo    | Tiempo     | Pts. |
| ------- | -------------------- | --------- | ---------- | ---- |
| 1       | Mike Hailwood        | MV Agusta | 1h 08:33.8 | 8    |
| 2       | Giacomo Agostini     | MV Agusta | + 58" 2    | 6    |
| 3       | Paddy Driver         | Matchless | +1 Vuelta  | 4    |
| 4       | Jack Ahearn          | Norton    | +1 Vuelta  | 3    |
| 5       | Fred Stevens         | Matchless | +1 Vuelta  | 2    |
| 6       | Ian Burne            | Norton    | +1 Vuelta  | 1    |
| 7       | Malcolm Stanton      | Norton    |            |      |
| 8       | Lewis Young          | Matchless |            |      |
| 9       | Eduard Lenz          | Norton    |            |      |
| 10      | Dan Shorey           | Norton    |            |      |
| 11      | Jack Findlay         | Matchless |            |      |
| 12      | Bosse Granath        | Matchless |            |      |
| 13      | Billy Andersson      | AJS       |            |      |
| 14      | Roy Robinson         | Norton    |            |      |
| 15      | Philippe Canoui      | Norton    |            |      |
| 16      | György Kurucz        | Norton    |            |      |
| 17      | Derek Lee            | Matchless |            |      |
| Ret     | Eric Hinton          | Norton    | Ret        |      |
| Ret     | Roy Robinson         | Norton    | Ret        |      |
| Ret     | Ernst Weiss          | Norton    | Ret        |      |
| Ret     | Hartmut Allner       | BMW       | Ret        |      |
| Ret     | Jouko Ryhänen        | Matchless | Ret        |      |
| Ret     | Joe Dunphy           | Norton    | Ret        |      |
| Ret     | John Denty           | Norton    | Ret        |      |
| Ret     | Maurice Hawthorne    | Norton    | Ret        |      |
| Ret     | John Somers          | Norton    | Ret        |      |
| Ret     | Brian Scobie         | Norton    | Ret        |      |
| Ret     | Graham Dickson       | Norton    | Ret        |      |
| Ret     | Agne Carlsson        | Matchless | Ret        |      |
| Ret     | Bo Brolin            | Matchless | Ret        |      |
| Ret     | Sven-Olov Gunnarsson | Norton    | Ret        |      |
| Ret     | Abbey de Kock        | Norton    | Ret        |      |
| Fuente: |                      |           |            |      |

## Resultados 350cc
En 350cc, Jim Redman ganó su tercer Gran Premio consecutivo. Eso fue importante porque sus competidores de MV Agusta se retiraron. Ahora Derek Woodman con su MZ RE 350 de fábrica pudo ser segundo por delante de las Jawa de Gustav Havel, František Šťastný y František Boček.
| Pos. | Piloto             | Moto      | Tiempo  | Pts. |
| ---- | ------------------ | --------- | ------- | ---- |
| 1    | Jim Redman         | Honda     | 58'32"8 | 8    |
| 2    | Derek Woodman      | MZ        |         | 6    |
| 3    | Gustav Havel       | Jawa      |         | 4    |
| 4    | František Št'astný | Jawa      |         | 3    |
| 5    | František Boček    | Jawa      |         | 2    |
| 6    | Dan Shorey         | Norton    |         | 1    |
| 7    | Jack Findlay       | AJS       |         |      |
| 8    | Malcolm Stanton    | Norton    |         |      |
| 9    | Billy Andersson    | AJS       |         |      |
| 10   | György Kurucz      | Norton    |         |      |
| 11   | Abbey de Kock      | AJS       |         |      |
| 12   | Ron Robinson       | Norton    |         |      |
| 13   | Morgan Radberg     | AJS       |         |      |
| 14   | Knut Thorvaldsen   | Norton    |         |      |
| 15   | Eddy Lenz          | AJS       |         |      |
| Ret  | Giacomo Agostini   | MV Agusta | Ret     |      |

## Resultados 250cc
En el cuarto de litro, Jim Redman ganó pero Phil Read se mantuvo en cabeza de la clasificación general gracias a su segundo lugar. Redman iguala a Mike Duff, quien probablemente estaba probando la Yamaha RD 05 en Snetterton. Derek Woodman fue tercero con la MZ RE 250, por delante de František Šťastný (con Jawa).
| Pos. | Piloto             | Moto      | Tiempo         | Pts. |
| ---- | ------------------ | --------- | -------------- | ---- |
| 1    | Jim Redman         | Honda     | 1h 03' 07" 400 | 8    |
| 2    | Phil Read          | Yamaha    | + 1'47" 7      | 6    |
| 3    | Derek Woodman      | MZ        | + 2'12" 5      | 4    |
| 4    | František Št'astný | Jawa      | + 1 Vuelta     | 3    |
| 5    | Bruce Beale        | Honda     | + 1 Vuelta     | 2    |
| 6    | Heinz Rosner       | MZ        | + 1 Vuelta     | 1    |
| 7    | Mike Duff          | Yamaha    | + 2 Vueltas    |      |
| 8    | Graham Dickson     | Bultaco   |                |      |
| 9    | Wolfgang Gast      | MZ        |                |      |
| 10   | Gottfried Sonntag  | MZ        |                |      |
| 11   | Han Leenheer       | Aermacchi |                |      |
| 12   | Morgan Radberg     | Aermacchi |                |      |
| 13   | Francis Pauchon    | Aermacchi |                |      |
| 14   | Heinz Bürger       | MZ        |                |      |
| 15   | Gerhard Petzold    | MZ        |                |      |
| 16   | Gottfried Aehlig   | MZ        |                |      |
| 17   | Eckhard Finke      | MZ        |                |      |
| 18   | Frank Hausmann     | Honda     |                |      |
| 19   | Gosta Jensen       | Honda     |                |      |

## Resultados 125cc
En el octavo de litro, Suzuki pudo liberarse de la amenaza de Yamaha RA 97, una máquina que solo se había utilizado en dos Grandes Premios aunque había ganado en ambos. Frank Perris ganó la carrera de 125cc con la MZ RE 125 pro delante de Dieter Krumpholz y Derek Woodman. Hugh Anderson no anotó, pero seguía liderando la clasificación general.
| Pos. | Piloto           | Moto    | Tiempo      | Pts. |
| ---- | ---------------- | ------- | ----------- | ---- |
| 1    | Frank Perris     | Suzuki  | 55' 29" 8   | 8    |
| 2    | Dieter Krumpholz | MZ      | + 1'03" 5   | 6    |
| 3    | Derek Woodman    | MZ      | + 3'14" 1   | 4    |
| 4    | Jochen Leitert   | MZ      | + 3'22" 8   | 3    |
| 5    | Bruce Beale      | Honda   | + 1 Vuelta  | 2    |
| 6    | Jürgen Lenk      | MZ      | + 1 Vuelta  | 1    |
| 7    | Janos Reisz      | MZ      | + 1 Vuelta  |      |
| 8    | Hartmut Bischoff | MZ      | + 2 Vueltas |      |
| 9    | Jürgen Seltmann  | MZ      | + 2 Vueltas |      |
| 10   | František Boček  | ČZ      | + 2 Vueltas |      |
| 11   | Ingo Koppe       | MZ      | + 2 Vueltas |      |
| 12   | Jauko Ryhänen    | Bultaco |             |      |
| 13   | Werner Dick      | MZ      |             |      |
| 14   | Gerhard Thumeel  | MZ      |             |      |
| Ret  | Heinz Rosner     | MZ      | Ret         |      |